# WDR Sinfonieorchester Köln
La WDR Sinfonieorchester Köln (WDR Orchestra Sinfonica di Colonia) è un'orchestra tedesca con sede a Colonia.

## Storia
L'orchestra fu fondata nel 1947 dalle autorità di occupazione alleate dopo la seconda guerra mondiale, come orchestra del Nordwestdeutscher Rundfunk (NWDR; Radio Tedesca Nordoccidentale). L'orchestra fu chiamata Kölner Rundfunk-Sinfonie-Orchester (Orchestra Sinfonica della Radio di Colonia) e dal 1990 Orchestra Sinfonica WDR. L'orchestra è particolarmente nota per le sue esecuzioni di musica del XX secolo e contemporanea. Ha commissionato ed eseguito in anteprima opere di compositori come Luciano Berio, Hans Werner Henze, Mauricio Kagel, Krzysztof Penderecki, Karlheinz Stockhausen e Bernd Alois Zimmermann.
Il direttore principale attuale dell'orchestra è Jukka-Pekka Saraste, a partire dalla stagione 2010-2011.
L'orchestra ha registrato commercialmente per le etichette Avie, Hänssler, Kairos e CPO.
Si noti che l'emittente ospita anche un'orchestra sinfonica separata a Colonia, la WDR Rundfunkorchester Köln, specializzata in generale in musica di tipo più popolare e non deve essere confusa con la WDR Sinfonieorchester Köln.

## Direttori principali
- Christoph von Dohnányi (1964–1969)
- Zdeněk Mácal (1970–1974)
- Hiroshi Wakasugi (1977–1983)
- Gary Bertini (1983–1991)
- Hans Vonk (1991–1997)
- Semyon Bychkov (1997–2010)
- Jukka-Pekka Saraste (2010–presente)